# Zimodry
Zimodry (biał. Зімодры, ros. Зимодры) – wieś na Białorusi, w obwodzie mińskim, w rejonie wilejskim, w sielsowiecie Kurzeniec.

## Historia
W czasach zaborów zaścianek w okręgu wiejskim Kaczanki,  w gminie Wilejka, w powiecie wilejskim, w guberni wileńskiej Imperium Rosyjskiego. W 1866 roku liczył 46 mieszkańców (17 dusz rewizyjnych) w 7 domach, należała do dóbr skarbowych plebanii Kurzeniec.
W latach 1921–1945 okolica szlachecka a następnie wieś leżała w Polsce, w województwie wileńskim, w powiecie wilejskim, w gminie Kołowicze (do 1929 gmina Wilejka).
Według Powszechnego Spisu Ludności z 1921 roku zamieszkiwało tu 90 osób, 66 było wyznania rzymskokatolickiego a 24 prawosławnego. Jednocześnie 75 mieszkańców zadeklarowało polską a 15 białoruską przynależność narodową. Było tu 16 budynków mieszkalnych. W 1931 w 14 domach zamieszkiwało 79 osób.
Wierni należeli do parafii rzymskokatolickiej i prawosławnej w Kurzeńcu. Miejscowość podlegała pod Sąd Grodzki w Wilejce i Okręgowy w Wilnie; właściwy urząd pocztowy mieścił się w Kurzeńcu.
W wyniku napaści ZSRR na Polskę we wrześniu 1939 miejscowość znalazła się pod okupacją sowiecką. 2 listopada została włączona do Białoruskiej SRR. Od czerwca 1941 roku pod okupacją niemiecką. W 1944 miejscowość została ponownie zajęta przez wojska sowieckie i włączona do Białoruskiej SRR.
Od 1991 roku w składzie niepodległej Białorusi.